# 中国共产党与世界对话会
中国共产党与世界对话会是由中国共产党及其智库主办的旨在推动中国共产党与世界的沟通和对话的论坛，自2014年起开始举办，是第一个以中国共产党名义与世界公开对话的平台。2017年后由中国共产党与世界政党高层对话会取代。

## 历届会议

### 2014年
2014年中国共产党与世界对话会于2014年9月3日至9月5日在北京举办，主题是“中国改革：执政党的角色”。此次对话会由当代世界研究中心和中国和平发展基金会共同主办。全国政协副主席、中联部部长、当代世界研究中心理事会名誉主席、中国和平发展基金会名誉理事长王家瑞出席开幕式并发表主旨讲话。欧洲社会党主席、保加利亚前总理谢尔盖·斯塔尼舍夫，吉尔吉斯前外交部长、上合组织前秘书长穆拉特别克·伊马纳利耶夫在开幕式上致辞。来自30余个国家的60余名前政要及专家学者与中方代表共同参加了会议。会议组织中共从中央到基层的各级官员、学者同外方政要、学者等群体直接对话交流，以切合国际社会对中国和中共的关注，促进中共与世界的相互了解。2014年9月4日，中华人民共和国副主席李源潮在北京会见了“2014中国共产党与世界对话会”代表。

### 2015年
2015年中国共产党与世界对话会于2015年9月8日至9月10日在北京举办，主题是“从严治党：执政党的使命”。此次对话会由当代世界研究中心与中央纪委国际合作局合作主办。全国政协副主席、中联部部长、当代世界研究中心理事会名誉主席王家瑞在开幕式上致辞。来自33个国家和地区的80余位前政要和中国问题专家与中方代表共同参加了会议。会议围绕反腐败问题进行了深入探讨。9月9日，中共中央政治局常委、中央纪委书记王岐山在人民大会堂会见了参加本次对话会的代表。

### 2016年
2016年中国共产党与世界对话会于2016年10月14日至10月15日在重庆举办。此次对话会由中共中央对外联络部主办。中共中央政治局常委、中共中央书记处书记刘云山在开幕式上发表题为《为完善全球经济治理贡献政党智慧和力量》的主旨讲话。50多个国家的70多个政党和政治组织领导人以及中外专家学者、工商界人士共300余人围绕全球经济治理创新进行交流。期间，中方同非洲国家政党代表及湄公河流域国家政党代表分别围绕专门议题进行了研讨。10月15日，会议发表了《重庆倡议》。